# Шевчук, Алексей Анатольевич
Алексей Анатольевич Шевчук (род. 13 июля 1985, Киев) — украинский адвокат, теле- и радиожурналист. Известен участием в громких уголовных делах.

## Биография
Родился 13 июля 1985 года в Киеве. В 2007 году получил диплом магистра права Киевского национального экономического университета им. Вадима Гетьмана по специальности «Правоведение».
В 2017 году зачислен в аспирантуру заочной формы обучения в Институте государства и права им. В. М. Корецкого НАН Украины по специальности «право», специализация — конституционное право.
31 июля 2017 зачислен на обучение заочной формы в Киевской православной богословской академии по специальности «богословие».

## Юридическая деятельность
Трудовую деятельность начал во время обучения в 2004—2005 годах. С 2007 по 2009 год работал юрисконсультом и начальником юридического отдела государственного предприятия «Госснаб» при Президенте Украины.
25 ноября 2010 получил свидетельство о праве заниматься адвокатской деятельностью. Один из основателей адвокатского объединения «Barristers», которое возглавляет с момента создания.
Входит в экспертный совет по вопросам соблюдения трудовых прав при представителе уполномоченного Верховной Рады Украины по правам человека по вопросам соблюдения социально-экономических и гуманитарных прав.
В начале 2015 года баллотировался на должность председателя НАБУ. В начале 2017 года был кандидатом на должность председателя Национальной полиции Украины.
В 2018 году квалификационная комиссия судей не допустила Алексея Шевчука к конкурсу на должность в Высший антикоррупционный суд.

### Громкие судебные процессы
Алексей Шевчук был адвокатом обвиняемых и потерпевших во время резонансных судебных процессов.
- Дело Геннадия Корбана — главы партии «УКРОП». Обвинялся по четырем статьям Уголовного кодекса Украины[12].
- Дело Вячеслава Платона — российского и молдавского бизнесмена, вице-президента совета директоров банков «Молдиндконбанк» и «Инвестприватбанк». Обвинялся в получении нерентабельных кредитов.
- Иск Ильи Кивы, руководителя департамента противодействия наркопреступности Национальной полиции Украины и советника министра внутренних дел Украины, к Михаилу Саакашвили[13].
- Дело Развадовского Виктора — политика, генерал-полковника полиции, доктора юридических наук, профессора, народного депутата Украины. Обвинялся в растрате.
- Дело Александра Онищенко — украинского политика, бизнесмена и спортсмена, народного депутата, президента Федерации конного спорта Украины. Обвиняется в мошенничестве при заключении контрактов на поставки газа и казнокрадстве на сумму 100 млн евро.
- Дело Борислава Розенблата — украинского политика, народного депутата Украины. Обвинялся в попытке сбежать из-под следствия[14][15][16].

## Гражданская деятельность
Одним из первых дал правовую оценку законов 16 января, за что был подвергнут жёсткой критике.
Инициатор игры «Что? Где? Когда?» среди юристов Украины, за кубок Киева в которой в апреле 2019 боролись более 200 знатоков.

## Журналистская деятельность
Ведущий телевизионных проектов киностудии Film.UA «Преступление и наказание», «Судебные дела», «Семейный суд».
Ведущий телепередачи «Общественная приемная» на телеканале «Киев».
Ведущий телевизионного проекта ДокаZ на телеканале ZIK.
Радиоведущий, автор серии программ об истории Киева — «Городские истории» на «Радио Киев 98 FM».
Автор книги «ДокаZ: Откровенно о государственных органах Украины».